# Crypturellus soui
Crypturellus soui là một loài chim trong họ Tinamidae.